# Saitō Yoshitatsu
Saitō Yoshitatsu est un nom japonais traditionnel ; le nom de famille (ou le nom d'école), Saitō, précède donc le prénom (ou le nom d'artiste).
Saitō Yoshitatsu (斎藤 義龍, 8 juillet 1527-23 juin 1561) est un daimyo de l'époque Sengoku. Il est de la deuxième génération des seigneurs du clan Saitō.

## Jeunesse
Yoshiatsu naît dans la province de Mino en 1527. Il est le deuxième fils de Saitō Dōsan. Il est possible que Yoshitatsu soit en fait le fils de Toki Yorinari, l'ancien maître de Mino. Que cela soit vrai ou non, cela a contribué à faire venir d'anciens obligés du clan Toki au service du clan Saitō.
Yoshitatsu se rebelle contre son père dans une tentative de prise de contrôle. Après l'avoir battu de façon décisive à la bataille de la Nagara-gawa en 1556, Yoshitatsu élimine toute opposition au sein du clan et se déclare lui-même deuxième chef des Saitō.

## Postérité
La victoire de Yoshitatsu sur son père encourage de nombreux chefs de guerre, comme Oda Nobunaga par exemple, à le combattre après que ses forts ont été délibérément détruits et le passage dans Mino restreint. Yoshitatsu meurt de maladie en 1561. Le jeune Saitō Tatsuoki lui succède comme troisième chef du clan.

## Source de la traduction
- (en) Cet article est partiellement ou en totalité issu de l’article de Wikipédia en anglais intitulé « Saitō Yoshitatsu » (voir la liste des auteurs).